# Латинская школа
Латинская школа (англ. Latin school) — учебное заведение с изучением и дальнейшим обучением на латинском языке.

## Определение
Согласно БРЭ, латинские школы — это учебные заведения (начальные и повышенного типа) с обучением на латинском языке.

## История создания
Латинские школы возникли в Европе на рубеже X века и преобладали до XIII века. Затем их стали вытеснять городские школы с национальным языком обучения.
В XIV—XVI веках латинские школы стали подготовительной ступенью к обучению в университете. В Германии они именовались «учёными школами».
В XVI—XVIII веках на базе латинских школ стали возникать средние учебные образования с классическим образованием — гимназии и педагогиумы.

## Обучение в латинской школе
В зависимости от уровня латинских школ:
- в элементарных латинских школах преподавались следующие дисциплины на латинском языке: чтение, письмо, латинская грамматика, богослужебное пение, грамматика, диалектика, риторика, в некоторых школах вёлся полный цикл «семи свободных искусств». Элементарные латинские школы были в большинстве случаях бесплатными, в которых обучение проходили все городские сословия, в том числе крестьянские дети;
- в латинских школах среднего звена велось элементарное образование, религиозное воспитание, обучение свободному владению латынью в устной и письменной формах, чтение латинских авторов, реальные предметы, в некоторых школах давался греческий язык.

## Типы латинских школ
Учебные заведения, в которых обучение шло на латинском языке:
- церковная школа (монастырские, соборные, приходские);
- коллегия;
- городская школа (цеховая, гильдейская);
- университет.